# Pierre-Marie Gerlier

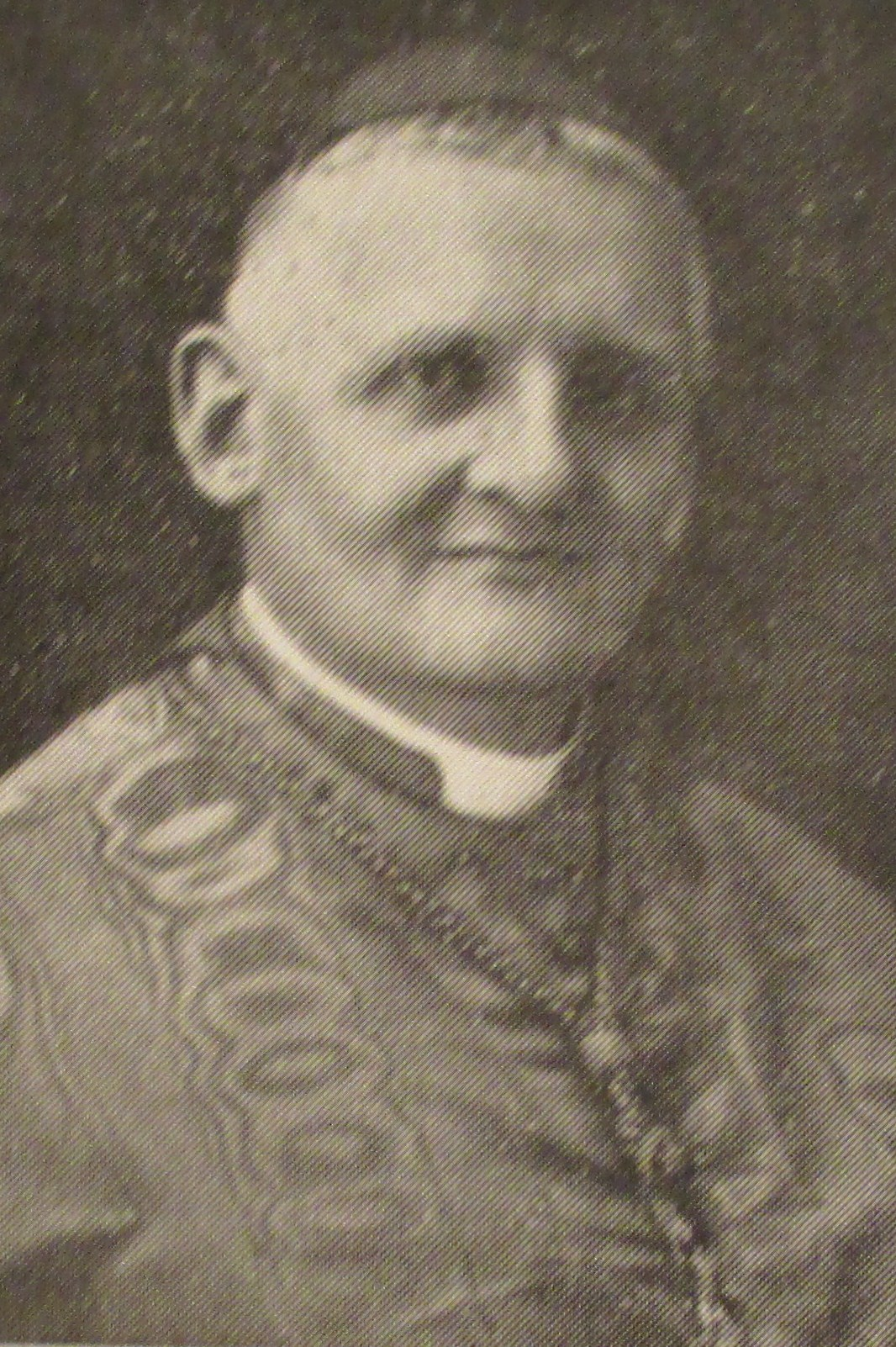
Pierre-Marie Kardinal Gerlier (1939)

Wappenschild von Kardinal Gerlier

 Pierre-Marie Kardinal Gerlier  (* 14. Januar 1880 in Versailles, Frankreich; † 17. Januar 1965 in Lyon) war Erzbischof von Lyon und Primas von Frankreich.

## Leben
Pierre-Marie Gerlier studierte Katholische Theologie und Philosophie in Bordeaux und Freiburg im Üechtland. Er nahm als Offizier am Ersten Weltkrieg teil und empfing am 29. Juli 1921 in Paris als Spätberufener das Sakrament der Priesterweihe. Anschließend arbeitete er als Gemeindeseelsorger und Direktor für Katholische Arbeit im Erzbistum Paris.
1929 ernannte ihn Papst Pius XI. zum Bischof von Tarbes und Lourdes. Die Bischofsweihe empfing Pierre-Marie Gerlier durch Kardinal Louis-Ernest Dubois, Mitkonsekratoren waren Benjamin Roland-Gosselin, Koadjutor von Versailles, und Maurice Dubourg, Bischof von Marseille. Im Juli 1937 wurde er mit der Leitung des Erzbistums Lyon beauftragt und noch im Dezember des Jahres von Pius XI. als Kardinalpriester mit der Titelkirche Santissima Trinità al Monte Pincio in das Kardinalskollegium aufgenommen. Pierre-Marie Gerlier nahm in den Jahren 1939, 1958 und 1963 am Konklave teil. Er vertrat Papst Pius XII. bei verschiedenen internationalen Feierlichkeiten als päpstlicher Legat. Er nahm an der zweiten und dritten Sitzungsperiode des Zweiten Vatikanischen Konzils teil. Pierre-Marie Kardinal Gerlier starb am 17. Januar 1965 an einem Herzinfarkt in Lyon und wurde in der dortigen Kathedrale bestattet.

## Wirken
Für seine Bemühungen, Juden vor der Verfolgung durch das Dritte Reich zu bewahren, wurde ihm 1981 von Yad Vashem posthum der Titel Gerechter unter den Völkern verliehen. Ende August 1942 hatte er sich, als der höchste Repräsentant der katholischen Kirche in der unbesetzten Zone, dem offenen Widerstand gegen die Judendeportationen angeschlossen. Er weigerte sich, den örtlichen Vichy-Behörden 84 jüdische Kinder zu übergeben, die in katholischen Kinderheimen Aufnahme gefunden hatten, nachdem ihre Eltern in den Wochen zuvor deportiert worden waren. Auch die Kinder sollten auf ausdrückliche Anordnung von Pierre Laval in die Vernichtungslager deportiert werden. Am 2. September 1942 verschickte Gerlier einen Hirtenbrief an die Priester seiner Erzdiözese, der demjenigen Jules Salièges einen Monat zuvor beinahe wörtlich entsprach. Was die Initiative Gerliers für Pétain und Laval kritisch machte, war die Tatsache, dass er bis dahin einer ihrer bevorzugten politischen Gesprächspartner und Unterstützer gewesen war und im Übrigen als Erzbischof von Lyon zugleich die Würde des Primas Galliae (primat des gaules) bekleidete und somit primus inter pares der französischen Bischöfe war. Im Verlauf der Affäre Finaly führte er Verhandlungen mit dem Großrabbiner Jacob Kaplan, worauf die zwei betroffenen Jungen ihrer Familie in Israel überbracht wurden.